# Championnat d'Écosse de football 1964-1965
Navigation
Édition précédente Édition suivante
La 68e édition du championnat d'Écosse de football est remportée par le Kilmarnock Football Club. Après deux deuxièmes places obtenues consécutivement, Kilmarnock connait la consécration en remportant son  1er, et à ce jour unique, titre de champion. Kilmarnock l’emporte de justesse sur Heart of Midlothian, les deux équipes terminant avec le même nombre de points mais étant partagées par le biais des rencontres directes. Le Dunfermline Athletic complète le podium. C’est une des très rares fois où aucun des deux grands clubs de Glasgow n’est présent sur le podium.
Le système de promotion/relégation reste en place : descente et montée automatique, sans matchs de barrage pour les deux derniers de première division et les deux premiers de deuxième division. Third Lanark AC et Airdrieonians descendent en deuxième division. Ils sont remplacés pour la saison 1965-1966 par Stirling Albion FC et Hamilton Academical.
Avec 30 buts marqués  en 34 matchs, Jim Forrest de Rangers FC remporte pour la première fois le classement des meilleurs buteurs du championnat.

## Les clubs de l'édition 1964-1965
| \| Aberdeen FC Glasgow · Celtic - Rangers - Partick Thistle Dundee · Dundee FC-United Édimbourg · Heart - Hibernian Motherwell FC Kilmarnock FC Saint Mirren Airdrieonians Dunfermline Athletic Falkirk FC Saint Johnstone Clyde FC Greenock Morton \| Localisation des clubs engagés dans le championnat. |
| Aberdeen FC Glasgow · Celtic - Rangers - Partick Thistle Dundee · Dundee FC-United Édimbourg · Heart - Hibernian Motherwell FC Kilmarnock FC Saint Mirren Airdrieonians Dunfermline Athletic Falkirk FC Saint Johnstone Clyde FC Greenock Morton                                                           |

| Club                               | Ville       |
| ---------------------------------- | ----------- |
| Aberdeen Football Club             | Aberdeen    |
| Airdrieonians Football Club        | Airdrie     |
| Celtic Football Club               | Glasgow     |
| Clyde Football Club                | Glasgow     |
| Dundee Football Club               | Dundee      |
| Dundee United Football Club        | Dundee      |
| Dunfermline Athletic Football Club | Dunfermline |
| Falkirk Football Club              | Falkirk     |
| Greenock Morton Football Club      | Greenock    |
| Heart of Midlothian Football Club  | Édimbourg   |
| Hibernian Football Club            | Leith       |
| Kilmarnock Football Club           | Kilmarnock  |
| Motherwell Football Club           | Motherwell  |
| Partick Thistle Football Club      | Glasgow     |
| Rangers Football Club              | Glasgow     |
| Saint Johnstone Football Club      | Perth       |
| Saint Mirren Football Club         | Paisley     |
| Third Lanark Athletic Club         | Glasgow     |

## Compétition

### Classement
Le classement est établi sur le barème de points classique (victoire à 2 points, match nul à 1, défaite à 0).
| Rang | Équipe               | Pts | J  | G  | N  | P  | Bp | Bc  | Diff |
| ---- | -------------------- | --- | -- | -- | -- | -- | -- | --- | ---- |
| 1    | Kilmarnock FC        | 50  | 34 | 22 | 6  | 6  | 62 | 33  | +29  |
| 2    | Heart of Midlothian  | 50  | 34 | 22 | 6  | 6  | 90 | 49  | +41  |
| 3    | Dunfermline Athletic | 49  | 34 | 22 | 5  | 7  | 83 | 36  | +47  |
| 4    | Hibernian FC         | 46  | 34 | 21 | 4  | 9  | 75 | 47  | +28  |
| 5    | Rangers FC T         | 44  | 34 | 18 | 8  | 8  | 78 | 35  | +43  |
| 6    | Dundee FC            | 40  | 34 | 15 | 10 | 9  | 86 | 63  | +23  |
| 7    | Clyde FC P           | 40  | 34 | 17 | 6  | 11 | 64 | 58  | +6   |
| 8    | Celtic FC C          | 37  | 34 | 16 | 5  | 13 | 76 | 57  | +19  |
| 9    | Dundee United        | 36  | 34 | 15 | 6  | 13 | 59 | 51  | +8   |
| 10   | Greenock Morton P    | 33  | 34 | 13 | 7  | 14 | 54 | 54  | 0    |
| 11   | Partick Thistle FC   | 32  | 34 | 11 | 10 | 13 | 57 | 57  | 0    |
| 12   | Aberdeen FC          | 32  | 34 | 12 | 8  | 14 | 59 | 75  | -16  |
| 13   | Saint Johnstone      | 29  | 34 | 9  | 11 | 14 | 57 | 62  | -5   |
| 14   | Motherwell FC        | 28  | 34 | 11 | 8  | 16 | 45 | 54  | -9   |
| 15   | Saint Mirren         | 24  | 34 | 9  | 6  | 19 | 38 | 70  | -32  |
| 16   | Falkirk FC           | 21  | 34 | 7  | 7  | 20 | 43 | 85  | -42  |
| 17   | Airdrieonians        | 14  | 34 | 5  | 4  | 25 | 48 | 110 | -62  |
| 18   | Third Lanark AC      | 7   | 34 | 3  | 1  | 30 | 22 | 99  | -77  |

| Légende : Qualifications et relégations | Légende : Qualifications et relégations                                |
| --------------------------------------- | ---------------------------------------------------------------------- |
|                                         | Champion d'Écosse. Qualifié pour la Coupe d’Europe des clubs champions |
|                                         | Relégation en deuxième division                                        |
|                                         | T : Tenant du titre C : Vainqueur de la Coupe d'Écosse P : Promus      |

## Bilan de la saison
| Tableau d'Honneur                |               |
| Compétition                      | Vainqueur     |
| Championnat d'Écosse de football | Kilmarnock FC |
| Coupe d'Écosse de football       | Celtic FC     |

| Promotions et relégations |                                        |
| Promus                    | Stirling Albion FC Hamilton Academical |
| Relégués                  | Airdrieonians Third Lanark AC          |

## Statistiques

### Meilleur buteur
1. Jim Forrest, Rangers FC, 30 buts